# 西村二郎
西村 二郎（にしむら じろう、1903年10月28日 - 1999年12月30日）は、日本の経営者。新潟日報社社長を務めた。

## 来歴・人物
東京都出身。1928年に東京商科大学を卒業。電通、同盟通信社での勤務を経て、1944年に新潟日報社取締役に就任し、1950年に社長に就任。1967年に会長に就任し、1980年9月に相談役を経て、1984年4月には顧問に就任。
1974年4月に勲二等旭日重光章を受章。
1999年12月30日肺炎のために死去。96歳没。